# Mijaly
Mijaly (kasachisch und russisch Миялы) ist ein Ort im Nordwesten Kasachstans. Er liegt im Gebiet Atyrau und ist Verwaltungszentrum des Audan Qysylqogha.

## Geografie
Mijaly liegt im Nordwesten Kasachstans im Gebiet Atyrau rund 240 Kilometer nordöstlich der Stadt Atyrau und etwa 280 Kilometer südwestlich von Aqtöbe. Durch Mijaly fließt der Fluss Ojyl. In der Nähe gibt es einige abflusslose Salzseen. Miyaly liegt in einem flachen Halbwüstengebiet mit kargen Böden am östlichen Ende der Wüste Taissoighan.

## Bevölkerung
Bei der Volkszählung 1999 hatte Mijaly 6.034 Einwohner. Die letzte Volkszählung 2009 ergab für den Ort eine Einwohnerzahl von 6.473. Bei der letzten Volkszählung 2021 lebten 7.569 Menschen in Mijaly. Die Fortschreibung der Bevölkerungszahl ergab zum 1. Januar 2025 eine Einwohnerzahl von 7.879.
| Einwohnerentwicklung               | Einwohnerentwicklung | Einwohnerentwicklung | Einwohnerentwicklung | Einwohnerentwicklung | Einwohnerentwicklung | Einwohnerentwicklung |
| 1959                               | 1970                 | 1979                 | 1989                 | 1999                 | 2009                 | 2021                 |
| ---------------------------------- | -------------------- | -------------------- | -------------------- | -------------------- | -------------------- | -------------------- |
| 112                                | 3.372                | 4.596                | 5.363                | 6.034                | 6.473                | 7.569                |
| Anmerkung: Volkszählungsergebnisse |                      |                      |                      |                      |                      |                      |

## Verkehr
Durch Mijaly führt nur eine befestigte Straße. Auf dieser gelangt man in Richtung Westen über zahlreiche kleine Orte nach Inderbor; in Richtung Südosten führt die Straße nach Saghys.